# Национална првенства у друмском бициклизму 2018.
Национална првенства у друмском бициклизму 2018. одржавана су током 2018. године, а организовала су их државе чланице Свјетске бициклистичке уније. Првенства су почела са првенством Аустралије и Новог Зеланда, 5. јануара са трком на хронометар за мушкарце и жене. Завршена су 7. децембра, са првенством Катара.
Роан Денис је освојио првенство Аустралије у вожњи на хронометар трећи пут заредом, а крајем године је по први пут освојио Свјетско првенство у вожњи на хронометар. Гедоминас Багдонас је по други пут и први пут послије шест година освојио првенство Литваније у друмској вожњи, док је првенство у вожњи на хронометар освојио по трећи пут и први пут послије седам година. Боб Јунгелс је по пети пут освојио и друмско и првенство у вожњи на хронометар, док је Доминго Гонсалвеш постао други возач који је освојио и друмско и првенство у вожњи на хронометар Португалије исте године. Дерил Импи је по први пут освојио првенство Јужноафричке Републике у друмској вожњи и по седми пут првенство у вожњи на хронометар, Едвалд Босон Хаген је првенство Норвешке у вожњи на хронометар освојио по десети пут, док је Тони Мартин првенство Њемачке у вожњи на хронометар освојио по осми пут.
Алена Амијалусик је по трећи пут освојила првенство Бјелорусије у друмској вожњи и пети пут у вожњи на хронометар, док је Олена Павлукина по четврти пут заредом освојила и друмску трку и вожњу на хронометар на првенству Азербејџана.

## Мајице
Побједник сваког националног првенства добија мајицу специфичну за државу за коју вози. Ту мајицу носи на свим тркама до следећег националног првенства, укључујући и Свјетско првенство и Олимпијске игре. Шампион у друмској трци носи мајицу на свим друмским тркама, док шампион у вожњи на хронометар носи мајицу на хронометарским тркама, укључујући и хронометре на етапним тркама.
Мајице могу да представљају боје државне заставе или традиционалне спортске боје државе, које нису базиране на основу боја заставе, као што су зелена и златна за шампиона Аустралије.

## Шампиони 2018.

### Мушкарци
| Држава                    | Шампион у друмској вожњи          | Тим шампиона у друмској вожњи        | Шампион у вожњи на хронометар      | Тим шампиона у вожњи на хронометар    |
| ------------------------- | --------------------------------- | ------------------------------------ | ---------------------------------- | ------------------------------------- |
| Азербејџан                | Кирил Позднјаков                  | Синерџи Баку                         | Елкин Асадов                       | Синерџи Баку                          |
| Албанија                  | Јибер Сефа                        | Тартелето—Изорекс                    | Еугерт Жупа                        | Вилер Триестина—Селе Италија          |
| Алжир                     | Јусеф Региги                      | Совак—Натура                         | Азедин Лагаб                       | Групмент спортиф де патролерс д’Алжир |
| Антигва и Барбуда         | Џими Бриџ                         |                                      | Роберт Марш                        |                                       |
| Ангола                    | Хозе Панзо                        |                                      | Дарио Антонио Марселино            |                                       |
| Аргентина                 | Рубен Рамос                       | Сан Хуан                             | Емилијано Ибара                    | Синдикато Сан Хуан                    |
| Аустралија                | Александер Едмондсон              | Мичелон—Скот                         | Роан Денис                         | БМЦ                                   |
| Аустрија                  | Лукас Пестлбергер                 | Бора—Ханзгро                         | Жорж Прејдлер                      | Групама—ФДЈ                           |
| Барбадос                  | Јакоб Кели                        |                                      | Џошуа Кели                         |                                       |
| Бахаме                    | Лијам Холовеско                   |                                      |                                    |                                       |
| Белгија                   | Ив Лампар                         | Квик-степ флорс                      | Виктор Кампенартс                  | Лото—Судал                            |
| Белизе                    | Џослин Каварија                   |                                      | Ђовани Ловел                       |                                       |
| Бјелорусија               | Станислау Бажкоу                  | Минск сајклинг                       | Васил Кирјенка                     | Скај                                  |
| Бермуди                   | Доминик Мајо                      |                                      | Конор Вајт                         |                                       |
| Боливија                  | Карлос Монтелано Алварадо         | Старт тим густо                      | Хавијер Арандо Рамос               |                                       |
| Босна и Херцеговина       | Иван Ширић                        |                                      | Ведад Карић                        |                                       |
| Боцвана                   | Абенг Малете                      |                                      | Абенг Малете                       |                                       |
| Бразил                    | Родриго Насименто                 |                                      | Лауро Шаман                        |                                       |
| Бугарска                  | Николај Михаилов                  | Делко—Марсеј                         | Радослав Константинов              |                                       |
| Бурунди                   | Сулејман Коне                     |                                      |                                    |                                       |
| Венецуела                 | Ралф Монсалве                     | Квинхај Тианјуд                      | Педро Гутијерез                    | Квинхај Тианјуд                       |
| Вијетнам                  | Труонг Тај Нгојен                 |                                      | Тан Хоај Нгојен                    |                                       |
| Гвајана                   | Кертис Деј                        |                                      | Рајнат Џефреј                      |                                       |
| Гвам                      | Марк Галедо                       | Илевен—Клик роадбајк Филипини        |                                    |                                       |
| Гватемала                 | Хуан Мардоко Васкез               |                                      | Мануел Родас                       |                                       |
| Грузија                   | Тамаз Церетели                    |                                      | Тамаз Церетели                     |                                       |
| Грчка                     | Полихронис Цорцакис               | Тартелето—Изорекс                    | Стилијанос Фарантакис              | Сожасун еспоир—АЦНЦ                   |
| Данска                    | Михаел Меркев                     | Квик-степ флорс                      | Мартин Тофт Мадсен                 | БХС—Алмеборг Борнхолм                 |
| Доминиканска Република    | Адријан Нуњез                     | Интеха Доминикан                     | Вилијам де Хесус Гузман Росарио    | Интеха Доминикан                      |
| Еквадор                   | Џеферсон Кепеда                   | Тим Еквадор                          |                                    |                                       |
| Салвадор                  | Брајан Фернандо Мендоза Рамос     |                                      | Ђовани Гевара                      |                                       |
| Еритреја                  | Мерхави Кудус                     | Дименжен Дата                        | Данијел Теклехајманот              | Кофидис                               |
| Естонија                  | Микел Рајм                        | Израел сајклинг академи              | Танел Кангерт                      | Астана                                |
| Етиопија                  |                                   |                                      | Тсгабу Грмај                       | Трек сегафредо                        |
| Израел                    | Рој Голдстејн                     | Израел сајклинг академи              | Омер Голдстејн                     | Израел сајклинг академи               |
| Индија                    | Манџет Синг                       |                                      | Арвинд Панвар                      |                                       |
| Индонезија                | Абдул Гани                        | КФЦ                                  | Далтон Нур Ариф Прајого            |                                       |
| Иран                      | Саид Сафарзадех                   | Табриз                               | Самад Пурсеједи                    |                                       |
| Ирска                     | Конор Дан                         | Аква блу спорт                       | Рајан Гибонс                       | Трек сегафредо                        |
| Исланд                    | Ингвар Омарсон                    |                                      | Рунар Орн Агустсон                 |                                       |
| Италија                   | Елија Вивијани                    | Квик-степ флорс                      | Ђани Москон                        | Скај                                  |
| Јамајка                   | Расел Смал                        |                                      | Кевин Лионс                        |                                       |
| Јапан                     | Генки Јамамото                    | Кинан                                | Казушиге Кубоки                    | Бриџстон анчор                        |
| Јужна Африка              | Дерил Импи                        | Мичелтон—Скот                        | Дерил Импи                         | Мичелтон—Скот                         |
| Јужна Кореја              | Сео Јун Јонг                      | КСП Бјанки Азија                     | Чо Хјонг Мин                       | Гумсан—Инсам Цело                     |
| Казахстан                 | Алексеј Луценко                   | Астана                               | Данил Фоминјик                     | Астана                                |
| Кајманска Острва          | Мајкл Тестори                     |                                      | Патрик Харфилд                     |                                       |
| Канада                    | Антоен Дишес                      | Групама—ФДЈ                          | Свејн Тафт                         | Мичелтон—Скот                         |
| Катар                     | Фаваз ал Хичан                    |                                      |                                    |                                       |
| Кина                      | Јикуи Ниу                         | Мичелтон—бајк ексчејнџ               | Ран Хао                            |                                       |
| Кипар                     | Александрос Мацангос              |                                      | Андреас Милтиадис                  |                                       |
| Колумбија                 | Серхио Енао                       | Скај                                 | Еган Бернал                        | Скај                                  |
| Косово                    | Рахим Мани                        |                                      | Егзон Мисини                       |                                       |
| Костарика                 | Јозеф Чаварија                    |                                      | Брајан Салас                       |                                       |
| Куба                      | Емилио Перез                      |                                      | Педро Торес                        |                                       |
| Кувајт                    | Сајед Џафер Алали                 | Маси—Кувајт                          | Сајед Џафер Алали                  | Маси—Кувајт                           |
| Летонија                  | Кристс Нејландс                   | Израел сајклинг академи              | Томс Скујинш                       | Трек сегафредо                        |
| Либан                     | Елијас Рашид Абу                  |                                      | Абдалах ел Ер                      |                                       |
| Литванија                 | Гедоминас Багдонас                | АГ2Р ла мондијал                     | Гедоминас Багдонас                 | АГ2Р ла мондијал                      |
| Луксембург                | Боб Јунгелс                       | Квик-степ флорс                      | Боб Јунгелс                        | Квик-степ флорс                       |
| Мађарска                  | Барнабас Пеак                     | Панон                                | Барнабас Пеак                      | Ворлд сајклинг сентер                 |
| Малта                     | Кристијан Формоса                 |                                      | Вилијам Хили                       |                                       |
| Мароко                    | Абдесадек Коуна                   |                                      | Абдесадек Коуна                    |                                       |
| Маурицијус                | Грегори Лагане                    |                                      | Кристофер Лагане                   |                                       |
| Мексико                   | Орландо Гарибај                   |                                      | Луис Вилалобос                     | Аволо                                 |
| Молдавија                 | Максим Руснак                     | Диферданџ—Лох                        | Николае Тановичи                   | Новак                                 |
| Монголија                 | Марал Ердене Батмунк              |                                      | Марал Ердене Батмунк               | Теренгану                             |
| Намибија                  | Мартин Фрејер                     |                                      | Диркус Кеце                        |                                       |
| Никарагва                 | Хенри Антонио Рохас               |                                      | Хозе Џоел Кавелеро                 |                                       |
| Нови Зеланд               | Џејсон Кристи                     |                                      | Хамиш Бонд                         |                                       |
| Норвешка                  | Вегард Стаке Лаенген              | УАЕ тим емирејтс                     | Едвалд Босон Хаген                 | Дименжен Дата                         |
| Њемачка                   | Паскал Акерман                    | Бора—Ханзгрро                        | Тони Мартин                        | Каћуша                                |
| Обала Слоноваче           | Фернанд Данијел Конан             |                                      |                                    |                                       |
| Панама                    | Кристофер Хурадо                  |                                      | Франклин Еразмо Арчибалд Кастиљо   |                                       |
| Парагвај                  | Дијего Армандо Нуњез              |                                      | Виктор Мануел Гонзалес             |                                       |
| Перу                      | Алонсо Мигел Гамеро               | Вирхен де Фатима                     |                                    |                                       |
| Пољска                    | Михал Квјатковски                 | Скај                                 | Маћјеј Боднар                      | Бора—Ханзгро                          |
| Порторико                 | Елвис Рејес                       |                                      | Елвис Рејес                        |                                       |
| Португалија               | Домингос Гонсалвеш                | Радио Популар—Боависта               | Домингос Гонсалвеш                 | Радио Популар—Боависта                |
| Руанда                    | Дидије Мунјанеза                  |                                      | Џозеф Ареруја                      | Делко—Марсеј                          |
| Румунија                  | Едуард Михел Гросу                | Нипо—Вини фантини                    | Едуард Михел Гросу                 | Нипо—Вини фантини                     |
| Русија                    | Иван Ровни                        | Гаспром—Русвело                      | Артем Овечкин                      | Теренгану                             |
| Сан Марино                | Федерико Карета                   |                                      |                                    |                                       |
| Света Луција              | Ендру Норберт                     |                                      |                                    |                                       |
| Свети Винсент и Гренадини | Зефар Тревор Баилеј               |                                      |                                    |                                       |
| Сингапур                  | Гох Чон Хуат                      | Теренгану                            | Гох Чон Хуат                       | Теренгану                             |
| Сјеверна Македонија       | Андреј Петровски                  | 0711                                 | Андреј Петровски                   | 0711                                  |
| Сједињене Америчке Државе | Џони Браун                        | Хаген Берман Аксеон                  | Џои Роскоф                         | БМЦ                                   |
| Словачка                  | Петер Саган                       | Бора—Ханзгро                         | Марек Чанецки                      | Дукла банска бистрица                 |
| Словенија                 | Матеј Мохорич                     | Бахреин —Мееида                      | Јан Тратник                        | ЦЦЦ—Спранди—Полковице                 |
| Србија                    | Душан Рајовић                     | Адриа мобил                          | Вељко Стојнић                      | Ворлд сајклинг сентер                 |
| Тринидад и Тобаго         | Кемп Ороско                       | Тим ДПС                              | Крис Говија                        |                                       |
| Тунис                     | Али Нуисри                        | ВИБ спорт                            | Али Нуисри                         | ВИБ спорт                             |
| Турска                    | Онур Балкан                       | Торку Шекерспор                      | Ахмет Оркен                        | Салкано Сакарја Бујукшехир            |
| Узбекистан                | Акрамџон Сунатов                  |                                      | Мураџан Халмуратов                 | РТС рејсинг                           |
| Уједињени Арапски Емирати | Јусиф Мирза                       | УАЕ тим емирејтс                     | Јусиф Мирза                        | УАЕ тим емирејтс                      |
| Уједињено Краљевство      | Конор Свифт                       | Медисон Џенесис                      | Герент Томас                       | Скај                                  |
| Украјина                  | Александар Поливода               |                                      | Андриј Гривко                      | Астана                                |
| Уругвај                   | Нема резултата                    |                                      | Роберт Мендез                      |                                       |
| Филипини                  | Жан Пол Моралес                   |                                      | Марк Галедо                        | Илевен—Клик роадбајк Филипини         |
| Финска                    | Андерс Бекман                     |                                      | Јохан Нордлунд                     |                                       |
| Фиџи                      | Аписај Вакацегу                   |                                      | Кемуели Навунисагу                 |                                       |
| Француска                 | Антони Роа                        | Групама—ФДЈ                          | Пјер Латур                         | АГ2Р ла мондијал                      |
| Холандија                 | Метју ван дер Пул                 | Корендон—сиркус                      | Дилан ван Барле                    | Скај                                  |
| Хонгконг                  | Ко Сју Вај                        | ХКСИ                                 | Хо Бур                             | ХКСИ                                  |
| Хондурас                  | Оскар Родригез                    |                                      |                                    |                                       |
| Хрватска                  | Виктор Потоцки                    | Љубљана густро ксаурум               | Јосип Румац                        | Меридијана—камен                      |
| Црна Гора                 | Горан Церовић                     |                                      |                                    |                                       |
| Чешка                     | Јозеф Черни                       | Елков—аутор                          | Јозеф Черни                        | Елков—аутор                           |
| Чиле                      | Адријан Александер Алварадо Тенеб |                                      | Херман Алфредо Бустаманте Аравалес |                                       |
| Швајцарска                | Стив Морабито                     | [[Бициклистички тим ФДЈ\|Групама—ФДЈ | Стефан Кинг                        | БМЦ                                   |
| Шведска                   | Лукас Ериксон                     |                                      | Тобијас Лудвигсон                  | Групама—ФДЈ                           |
| Шпанија                   | Горка Изагире                     | Бахреин —Мерида                      | Хонатан Кастровијехо               | Скај                                  |
| Шри Ланка                 |                                   |                                      | Ден Нугара                         |                                       |

#### Шампиони изворлд тур тимова
| Тим                                     | Шампион у друмској вожњи                                                         | Шампион у вожњи на хронометар |
| АГ2Р ла мондијал                        | Гедиминас Багдонас (LTU)                                                         | Пјер Латур (FRA) · Гедиминас Багдонас (LTU)                                                                                            |
| Астана                                  | Алексеј Луценко (KAZ)                                                            | Танел Кангерт (EST) · Данил Фоминјик (KAZ) · Андриј Гривко (UKR)                                                                       |
| Бахреин—Мерида                          | Матеј Мохорич (SLO) · Горка Изагире (ESP)                                        | |
| БМЦ                                     |                                                                                  | Роан Денис (AUS) · Стефан Кинг (SUI) · Џои Роскоф (USA)                                                                                |
| Бора—Ханзгро                            | Лукас Пестлбергер (AUT) · Паскал Акерман (GER) · Петер Саган (SVK)               | Маћјеј Боднар (POL) |
| Дименжен Дата                           | Мерхави Кудус (ERI)                                                              | Едвалд Босон Хаген (NOR) |
| ЕФ едукејшен фирст—Драпак п/б Кенондејл |                                                                                  | |
| Групама—ФДЈ                             | Антоен Дишес (CAN) · Антони Роа (FRA) · Стив Морабито (SUI)                      | Жорж Прејдлер (AUT) · Тобијас Лудвигсон (SWE)                                                                                          |
| Каћуша                                  |                                                                                  | Тони Мартин (GER) |
| Квик-степ флорс                         | Ив Лампар (BEL) · Михаел Меркев (DEN) · Елија Вивијани (ITA) · Боб Јунгелс (LUX) | Боб Јунгелс (LUX) |
| Лого—Судал                              |                                                                                  | Виктор Кампенартс (BEL) |
| ЛотоНЛ—Јумбо                            |                                                                                  | |
| Мичелтон—Скот                           | Алекс Едмондсон (AUS) · Дерил Импи (RSA)                                         | Свејн Тафт (CAN) · Дерил Импи (RSA) |
| Мовистар                                |                                                                                  | |
| Санвеб                                  |                                                                                  | |
| Скај                                    | Серхио Енао (COL) · Михал Квјатковски (POL)                                      | Васил Кирјенка (BLR) · Еган Бернал (COL) · Герент Томас (GBR) · Дилан ван Барле (NED) · Хонатан Кастровијехо (ESP) · Ђани Москон (ITA) |
| Трек сегафредо                          |                                                                                  | Тсгабу Грмај (ETH) · Рајан Мулен (IRL) · Томс Скујинш (LAT)                                                                            |
| УАЕ тим емирејтс                        | Вегард Стаке Лаенген (NOR) · Јусиф Мирза (UAE)                                   | Јусиф Мирза (UAE) |

### Жене
| Држава                 | Шампион у друмској вожњи  | Тим шампиона у друмској вожњи | Шампион у вожњи на хронометар | Тим шампиона у вожњи на хронометар |
| ---------------------- | ------------------------- | ----------------------------- | ----------------------------- | ---------------------------------- |
| Азербејџан             | Олена Павлукина           | БТЦ Љубљана                   | Олена Павлукина               | БТЦ Љубљана                        |
| Алжир                  | Рача Белкасем бен Унане   |                               | Рача Белкасем бен Унане       |                                    |
| Аргентина              | Марибел Агвире            | Вебер шимано лејдис пауер     | Естефанија Пилц               | Аутоглас ветерен                   |
| Аустралија             | Шенон Малсед              | Тибко                         | Катрин Гарфут                 |                                    |
| Аустрија               | Сара Рајџкес              | Експерца—футлоџикс            | Мартина Ритер                 | Вигл хај 5                         |
| Белгија                | Анелис Дом                | Лото—судал                    | Ен Софи Дојк                  | Сервело—биља                       |
| Белизе                 | Алисија Томпсон           |                               | Каја Катузе                   |                                    |
| Бермуда                | Кетлин Конјерс            |                               | Кетлин Конјерс                |                                    |
| Бјелорусија            | Алена Амијалусик          | Канјон—срам                   | Алена Амијалусик              | Канјон—срам                        |
| Боцвана                | Промис Нтшесе             |                               | Цаоне Латива                  |                                    |
| Бразил                 | Флавија Оливеира          | Хелт мејт                     | Тамирес Фани Радац            | Авај Флоријанополис                |
| Венецуела              | Ингид Мајели Порас        |                               | Даниелис дел вале Гарсија     |                                    |
| Гватемала              | Јазмин Габријела Сото     |                               | Никол Брудерер                | Тибко—силикон                      |
| Грчка                  | Аргиро Милаки             | Сервето—страдали              | Варвара Фасој                 |                                    |
| Данска                 | Амали Дидериксен          | Белс—долманс                  | Сесил Утруп Лудвиг            | Сервело—биља                       |
| Доминиканска Република | Самија Флорес             |                               | Хуана Исидра Фернандез        |                                    |
| Еквадор                |                           |                               | Никол Нарваез                 |                                    |
| Салвадор               | Адријана Алехандра Алфаро |                               | Роксана Ортиз                 |                                    |
| Естонија               | Лиса Ерберг               | Јос ферон лејди форс          | Лиси Рист                     |                                    |
| Етиопија               | Селам Амха                |                               | Селам Амха                    |                                    |
| Израел                 | Омер Шапира               | Киланс                        | Ротем Гафиновиц               | Ваудилс                            |
| Индија                 | Јанти Фушијанти           |                               | Јанти Фушијанти               |                                    |
| Иран                   | Фрузан Абдулахи           |                               | Марјам Џалалије               |                                    |
| Исланд                 | Агуста Еда Бјернсдотир    |                               | Ранвејг Ана Гишарно           |                                    |
| Италија                | Марта Кавали              | Валкар—ПБМ                    |                               |                                    |
| Јапан                  | Ери Јонамине              | Вигл хај                      | Ери Јонамине                  | Вигл хај                           |
| Јужна Кореја           | Ахреум На                 |                               | Ахреум На                     |                                    |
| Јужноафричка Република | Карла Оберхолзер          | Демакон                       | Лизел Џордан                  |                                    |
| Казахстан              | Наталја Саифудинова       | Астана                        | Наталја Саифудинова           | Астана                             |
| Канада                 | Катерин Мејн              | Рели сајклинг                 | Леа Кирхман                   | Санвеб                             |
| Катар                  |                           |                               | Тала Абуџбара                 |                                    |
| Кипар                  | Антри Христофору          | Когеа—метлер                  | Антри Христофору              | Когеа—метлер                       |
| Костарика              | Марија Хосе Варгас        | Свапит—аголико                | Марија Хосе Варгас            | Свапит—аголико                     |
| Куба                   | Јуделмис Домингез Масаге  |                               | Марлијес Мехијас Гарсија      | Твенти                             |
| Кувајт                 | Најла Алџураиви           |                               | Латефа Алјасен                |                                    |
| Летонија               | Лија Лаизане              | Аромиталија вајано            | Лија Лаизане                  | Аромиталија вајано                 |
| Литванија              | Раса Лелеивјуте           | Аромиталија вајано            | Даива Тушлаите                | Але—Чиполини                       |
| Луксембург             | Кристин Мајерус           | Белс—долманс                  | Кристин Мајерус               | Белс—долманс                       |
| Мароко                 | Фатима Захра ел Хијани    |                               | Фатима Захра ел Хијани        |                                    |
| Мађарска               | Барбара Бенко             |                               | Адријен Хајнал                |                                    |
| Мексико                | Бренда Андреа Сантојо     | Свапит—аголико                | Ингрид Дрексел                | Тибко—силикон                      |
| Молдавија              | Мирослава Василенко       |                               | Мирослава Василенко           |                                    |
| Монголија              | Џамсран Улци Солонго      | Џамсран Улци Солонго          | [ 293 ]                       |                                    |
| Намибија               | Вера Адријан              | Ре/Макс                       | Ирен Стејн                    |                                    |
| Никарагва              | Алима Хименез             |                               | Алима Хименез                 |                                    |
| Нови Зеланд            | Џорџија Вилијамс          | Мичелон—скот                  | Џорџија Вилијамс              | Мичелон—скот                       |
| Норвешка               | Вита Хејн                 | Хајтект продукт—Бирк спорт    | Лин Мари Гуликсен             | Хајтект продукт—Бирк спорт         |
| Њемачка                | Лијан Липерт              | Санвеб                        | Лиса Бренер                   | Вигл хај                           |
| Панама                 | Јинет Кејлам Кубила       |                               | Анибел Пријето                |                                    |
| Парагвај               | Арасели Јазмин Галеано    |                               | Арасели Јазмин Галеано        |                                    |
| Перу                   | Енди Маријел Паулет       |                               |                               |                                    |
| Пољска                 | Малгорцата Јасинска       | Мовистар                      | Малгорцата Јасинска           | Мовистар                           |
| Португалија            | Данијела Реис             | Долтчини–Ван ејк спорт        | Данијела Реис                 | Долтчини–Ван ејк спорт             |
| Порторико              | Донелис Карињо            |                               | Донелис Карињо                |                                    |
| Република Ирска        | Ив Меккристал             |                               | Кели Марфи                    |                                    |
| Руанда                 | Ксаверин Нијере           |                               | Жаклин Тујишимир              |                                    |
| Румунија               | Ана Ковриг                | Еуротаргет—бјанки—витисана    | Ана Ковриг                    | Еуротаргет—бјанки—витисана         |
| Русија                 | Маргарита Сиродојева      |                               | Олга Забелинскаја             | Когеас—метлер                      |
| САД                    | Корин Ривера              | Санвеб                        | Амбер Небен                   |                                    |
| Сингапур               | Јер Линг Ли               |                               | Линг Ер Чо                    |                                    |
| Сјеверна Македонија    |                           |                               | Анета Антовска                |                                    |
| Словачка               | Тереза Медведова          | Бепинк                        | Татјана Јасекова              |                                    |
| Словенија              | Полона Батагељ            | БТЦ Љубљана                   | Еугенија Бујак                | БТЦ Љубљана                        |
| Србија                 | Јелена Ерић               | Сајклансе                     | Јелена Ерић                   | Сајклансе                          |
| Турска                 | Еке Калп                  |                               | Есин Јилмаз                   |                                    |
| Узбекистан             | Екатерина Кнебелева       | Ел Асајл                      | Рената Бајметова              | Ел Асајл                           |
| Уједињено Краљевство   | Џесика Робертс            |                               | Хана Барнс                    | Кенјон—срам                        |
| Украјина               |                           |                               | Валерија Кононенко            |                                    |
| Филипини               |                           |                               | Џермин Прадо                  |                                    |
| Финска                 | Лота Леписте              | Сервело—биља                  | Лота Леписте                  | Сервело—биља                       |
| Француска              | Од Бјаник                 | Мовистар                      | Одри Кордон                   | Вигл хај                           |
| Холандија              | Шантал Блак               | Белс—долманс                  | Елен ван Дајк                 | Санвеб                             |
| Хонг Конг              | Јао Панг                  |                               | Квинју Јанг                   |                                    |
| Хрватска               | Миа Радотић               | БТЦ Љубљана                   | Миа Радотић                   | БТЦ Љубљана                        |
| Чешка Република        | Јармила Махачова          | Дукла Праг                    | Тереза Корвасова              | Дукла Праг                         |
| Чиле                   | Аранца Вилалон Санчез     |                               | Аранца Вилалон Санчез         |                                    |
| Швајцарска             | Јоланда Неф               |                               | Никол Ханселман               | Сервело—биља                       |
| Шведска                | Емилија Фалин             | Вигл хај                      | Лиса Норден                   |                                    |
| Шпанија                | Ејдер Мерино              | Мовистар                      | Маргарита Викторија Гарсија   | Мовистар                           |

#### Шампиони изтимова
| Тим                                  | Шампион у друмској вожњи                                           | Шампион у вожњи на хронометар                                                              |  |
| ------------------------------------ | ------------------------------------------------------------------ | ------------------------------------------------------------------------------------------ |  |
| Але—Чиполини                         |                                                                    | Даива Тушлаите (ЛИТ)                                                                       |  |
| Аромиталија вајано                   | Лија Лаизане (ЛЕТ) · Раса Лелеивјуте (ЛИТ)                         | Лија Лаизане (ЛЕТ)                                                                         |  |
| Астана                               | Наталја Саифудинова (КАЗ)                                          | Наталја Саифудинова (КАЗ)                                                                  |  |
| Белс—долманс                         | Амели Дидериксен (ДАН) · Кристин Мајерус (ЛУК) · Шантал Блак (ХОЛ) | Кристин Мајерус (ЛУК)                                                                      |  |
| Бепинк                               |                                                                    |                                                                                            |  |
| Бизкаја дуранго еускади муријас      |                                                                    |                                                                                            |  |
| БТЦ Љубљана                          | Олена Павлукина (АЗЕ) · Полона Батагељ (СЛО)                       | Олена Павлукина (АЗЕ) · Миа Радотић (ХРВ) · Еугенија Бујак (СЛО)                           |  |
| Валкар—ПБМ                           | Марта Кавали (ИТА)                                                 |                                                                                            |  |
| Ваудилс про сајклинг                 |                                                                    | Ротем Гафиновиц (ИЗР)                                                                      |  |
| Вигл хај                             | Ери Јонамине (ЈАП) · Емилија Фалин (ШВЕ)                           | Мартина Ритер (АУТ) · Одри Кордон (ФРА) · Лиса Бренер (ЊЕМ) · Ери Јонамине (ЈАП)           |  |
| Вирту сајклинг                       |                                                                    |                                                                                            |  |
| ВНТ—ротор про сајклинг               |                                                                    |                                                                                            |  |
| Долтчини–Ван ејк спорт               | Данијела Реис (ПОР)                                                | Данијела Реис (ПОР)                                                                        |  |
| Дукла Праг                           | Јармила Махачова (ЧЕШ)                                             | Тереза Корвасова (ЧЕШ)                                                                     |  |
| Експерца—футлоџикс                   | Сара Рајџкес (АУТ)                                                 |                                                                                            |  |
| Ел Асајл                             | Екатерина Кнебелева (УЗБ)                                          | Рената Бајметова (УЗБ)                                                                     |  |
| Еуротаргет—бјанки—витисана           | Ана Ковриг (РУМ)                                                   | Ана Ковриг (РУМ)                                                                           |  |
| Илуминат                             |                                                                    |                                                                                            |  |
| Јунајтед хелткер                     |                                                                    |                                                                                            |  |
| Канјон—срам                          | Алена Амијалусик (БЛР)                                             | Алена Амијалусик (БЛР) · Хана Барнс (УК)                                                   |  |
| Кина хонгминг—Лив                    |                                                                    |                                                                                            |  |
| Консерија забри—фанини               |                                                                    |                                                                                            |  |
| Когеа—метлер                         | Антри Христофору (КИП)                                             | Антри Христофору (КИП) · Олга Забелинскаја (РУС)                                           |  |
| Лото—судал                           | Анелис Дом (БЕЛ)                                                   |                                                                                            |  |
| Минск сајклинг                       |                                                                    |                                                                                            |  |
| Михела фанини рокс                   |                                                                    |                                                                                            |  |
| Мичелтон—скот                        | Џорџија Вилијамс (НЗЛ)                                             | Џорџија Вилијамс (НЗЛ)                                                                     |  |
| Мовистар                             | Од Бјаник (ФРА) · Елдер Мерино (ШПА) · Малгорцата Јасинска (ПОЉ)   | Маргарита Викторија Гарсија (ШПА) · Малгорцата Јасинска (ПОЉ)                              |  |
| Рејли сајклинг                       | Катерин Мејн (КАН)                                                 |                                                                                            |  |
| Сајклансе                            | Омер Шапира (ИЗР) · Јелена Ерић (СРБ)                              | Јелена Ерић (СРБ)                                                                          |  |
| Санвеб                               | Лијан Липерт (ЊЕМ) · Корин Ривера (САД)                            | Леа Кирхман (КАН) · Елен ван Дајк (ХОЛ)                                                    |  |
| Свапит—аголико                       | Марија Хосе Варгас (КОС)                                           | Марија Хосе Варгас (КОС)                                                                   |  |
| Сервело—биља                         | Лота Леписте (ФИН)                                                 | Ен Софи Дојк (БЕЛ) · Сесил Утруп Лудвиг (ДАН) · Лота Леписте (ФИН) · Никол Ханселман (ШВА) |  |
| Сервето–страдали сајкл–алиресајклинг | Аргиро Милаки (ГРЧ)                                                |                                                                                            |  |
| Сопела                               |                                                                    |                                                                                            |  |
| Стил дилетантистика                  |                                                                    |                                                                                            |  |
| Стори рејсинг                        |                                                                    |                                                                                            |  |
| Тајланд сајклинг                     |                                                                    |                                                                                            |  |
| Твенти                               |                                                                    | Марлијес Мехијас Гарсија (КУБ)                                                             |  |
| Тибко—силикон                        | Шенон Малсед (АУС)                                                 | Никол Брудерер (ГВТ) · Ингрид Дрексел (МЕК)                                                |  |
| Топ гирлс фаса бортоло               |                                                                    |                                                                                            |  |
| Трек—дропс                           |                                                                    |                                                                                            |  |
| ФДЈ нувел—аквитен футуроскоп         |                                                                    |                                                                                            |  |
| Хагенс берман—суперминт              |                                                                    |                                                                                            |  |
| Хајтект продукт—Бирк спорт           | Вита Хејн (НОР)                                                    | Лине Мари Гуликсен (НОР)                                                                   |  |
| Хелт мејт                            | Флавија Оливеира (БРА)                                             |                                                                                            |  |